# La figlia dell'arciere
La figlia dell'arciere (título original en italiano; en español, La hija del arquero) es una ópera en tres actos con música de Carlo Coccia y libreto en italiano de Felice Romani (para los primeros dos actos, mientras que el tercero es de un autor anónimo. Se estrenó el 12 de enero de 1834 en el Teatro de San Carlos de Nápoles, Italia.
El libreto, por lo que se refiere a los dos primeros actos, es el mismo sobre el cual Gaetano Donizetti en el año 1841 musicó Adelia; en lo que se refiere al tercer acto de la ópera donizettiana fue sustituido por un final feliz, mientras que la ópera de Coccia concluye con el suicidio de la protagonista.